# Foresight Institute
Foresight Institute – zlokalizowana w Palo Alto (Kalifornia) organizacja non-profit mająca na celu promocję przekształcających technologii. Sponsoruje konferencje dotyczące nanotechnologii molekularnej, publikuje raporty i wydaje newsletter.
The Foresight Institute przyznaje kilka rodzajów nagród: doroczne Nagrody Feynmana w kategoriach doświadczalnej i teoretycznej, oraz $250,000 Feynman Grand Prize za zademonstrowanie dwóch urządzeń molekularnych zdolnych do precyzyjnego operowania w nanoskali.

## Historia
Institute został założony w 1986 przez K. Erica Drexlera (który nie jest obecnie związany z Instytutem) wraz z jego ówczesną żoną, Christine Peterson, która jest obecnie prezesem.
Utworzono też dwie siostrzane organizacje: Institute for Molecular Manufacturing oraz Center for Constitutional Issues in Technology.
Foresight Institute założono w celu prowadzenia powstających technologii ku poprawie ludzkiej kondycji („to guide emerging technologies to improve the human condition”), ale skupiono się na jego wpływie na nanotechnologię, nadchodzącą możliwość budowania materiałów i produktów z atomową precyzją, oraz systemach wspomagających wymianę wiedzy i krytycznej dyskusji („its efforts upon nanotechnology, the coming ability to build materials and products with atomic precision, and upon systems that will enhance knowledge exchange and critical discussion”).
W maju 2005 Foresight Institute zmienił nazwę na „Foresight Nanotech Institute” i zawęził swoją misję do zapewnienia korzystnej implementacji nanotechnologii, starając się podawać zrównoważone, dokładne i bieżące informacje pomagające społeczeństwu zrozumieć i używać nanotechnologii. Realizował to poprzez działania publiczne, publikacje, przewodniki, imprezy integracyjne, mapy drogowe i nagrody.
W czerwcu 2009 instytut powrócił do swojej pierwotnej nazwy Foresight Institute, i rozszerzył swoją misję na „studying transformative technologies” (zgłębianie przekształcających technologii)